# Юнгмейстер, Василий Юльевич
Василий Юльевич Юнгмейстер (11 ноября 1889 года, Нижний Новгород - 10 февраля 1938 года, Коммунарка) - русский и советский военный лётчик, военачальник, комбриг, один из создателей гражданской авиации СССР.

## Молодость и революция 1905 года
Василий Юльевич Юнгмейстер родился 11 ноября 1889 года в Нижнем Новгороде в семье дворянина и торговца Юлия Карловича Юнгмейстера, наследника обрусевшего немецкого рода - его основатель, органист Генрих Готфрид Юнгмейстер, рождённый в Германии в 1784 году, в 1805 году перебрался жить в Лифляндскую губернию Российской империи, в Ригу, где играл на органе в Домском соборе. Семья Василия Юнгмейстера жила в Костроме, обучался он в Костромском реальном училище, где дошёл до 4-го класса (1906 год), но закончить его не смог. Вследствие революционных событий в Костроме в 1905 году Жандармским управлением было заведено дело и объявлен розыск идейных руководителей и активных участников демонстраций на центральной площади города. В ходе этого расследования выяснились причины, помешавшие Юнгмейстеру закончить обучение. При обыске, произведенном полицией в квартире Юнгмейстера, подозреваемого «в грабеже кассира фабрики «Волжская мануфактура» в селе Наволоках Кинешемского уезда, было найдено «большое количество вполне нелегальной литературы и коробка с типографским шрифтом...». На возникшие вопросы Юнгмейстер «заявил, что ему неизвестно, кому принадлежит литература, что же касается шрифта, то таковой принадлежит ему и употребляем им при занятии переплетным делом для тиснения на корешках книг». Дальнейшее дознание показало, что он «ведет крайне подозрительный образ жизни, вращается в кругу неблагонадежных лиц, имеющих весьма близкое отношение к кружку молодежи, организовавшей грабежи с революционными целями в Костромской губернии». Подтверждением вышесказанному стали показания мещанина г. Костромы Вениамина Максимова, который сообщил, что «в 1906 году 20 марта совместно с бывшим реалистом Фриц-Штаковским, реалистами Николаем Победоносцевым, Юнгмейстером, Мануилом Ртищевым и другими он участвовал в вооруженной экспроприации у инспектора Костромского реального училища 1887 рублей 88 коп...». Юнгмейстер начал скрываться, но в 1906 году полиция задержала его представлявшимся как Алексей Михайлович Победоносцев. Юнгмейстер, член РСДРП (вступил в Костроме в 1904 г.), нелегально действующей при местном земстве «Костромской военно-технической организации», был приговорен к административной высылке на один год в Олонецкую губернию. При препровождении на место ссылки он сбежал, был найден и отправлен на 5 лет в Якутский край. Всего за годы до Первой мировой войны Юнгмейстер арестовывался 4 раза и 5 раз ссылался в северные районы и в Сибирь. Реальное училище он потом окончил экстерном и три года (до 1914 года) успел проучиться на юридическом факультете Московского университета. В 1931 году он был принят в Московское отделение Всесоюзного общества старых большевиков (членский билет №1063).

## Первая мировая война и авиация
В конце июля 1914 года началась Первая мировая война, и в августе Василий Юнгмейстер поступил на военную службу. Он окончил курсы авиамотористов и курсы авиации при Петроградском политехническом институте (1914) и Гатчинскую военную школу лётчиков (1915). В мае 1915 года получил звание военного лётчика. Участвовал в войне на Западном и Кавказском фронтах. С июля 1915 года - младший унтер-офицер 27-го корпусного авиаотряда. Приказом по Ковенской крепости от 30 июля 1915 года № 573 он был награждён Георгиевским крестом 4 степени за то, что, «производя ... под сильным неприятельским огнем разведки сил и боевого расположения противника в районе Ковна и Мавруце, добыл и доставил важное о противнике сведение ... обнаружил наступление больших сил противника (12 поездов с войсками)». Позднее за храбрость в боях он был удостоен ещё одной награды - ордена Святого Владимира 4 степени. С октября 1915 года - лётчик 5-го Сибирского корпусного авиаотряда. Затем служил в 1-й авиационной роте по обслуживанию авиаотрядов Кавказской армии. В марте 1916 года был произведён в прапорщики и получил офицерский чин. С июля 1916 года - инструктор Кавказской авиашколы в Тифлисе, назначен исполняющим обязанности начальника школы. С сентября 1916 года лётчик 10-го армейского авиаотряда, а также зав. технической частью авиаотряда. С декабря 1916 года переучивался на лётчика-истребителя в Севастопольской авиашколе. В боях был дважды ранен.
В июле 1917 года избран Делегатом 1-го Всероссийского авиационного съезда. В 1917 году был избран председателем отрядного комитета 10-го армейского авиаотряда и стал выборным начальником отряда. В октябре 1917 года - председатель полевого штаба по борьбе с контрреволюцией в Минске. Присвоено воинское звание поручик. С декабря 1917 года - помощник инспектора авиации и воздухоплавания Западного фронта. В январе 1918 года демобилизовался.

## Служба в авиации Красной армии
Вступление Юнгмейстера добровольцем в Красную армию фактически произошло в январе 1918 года. Ввиду угрозы немецкого наступления, в то время выполняя обязанности инспектора авиации и воздухоплавания Западного фронта, вместе со своим помощником, поручиком Алексеем Владимировичем Шиуковым (Шиукашвили), он организовал эшелон для эвакуации из Белоруссии самолётов и авиационного имущества Западного фронта в Москву. После того, как эшелон прибыл в Москву, самолёты и имущество были сданы командованию Красной армии, но один вагон из эшелона остался в их распоряжении, на что железнодорожники пожаловались в оперативный отдел штаба Красной армии в Москве. Вызванные для разбирательства, два поручика в ходе своих поисков начальника воинских перевозок в здании штаба встретились с Лениным и провели с ним краткую беседу.
Семён Аралов, бывший в то время начальником оперативного отдела Московского военного округа, а позже Народного комиссариата по военным и морских делам, рассказал о встрече Ленина с лётчиками. Ленин внимательно выслушал их и признал полезным использовать богатый боевой опыт этих воздушных бойцов. С этого времени - вспоминал Аралов - Шуиков и Юнгмейстер часто бывали в оперотделе, помогали нам в вопросах воздухоплавания, ориентирования в трудных делах авиации, в кадрах, в материальном обеспечении авиационных отрядов.
С мая 1918 года Василий Юнгмейстер - начальник орготдела Коллегии по управлению воздушным флотом Московского Военного Округа и помощник начальника противовоздушной обороны Москвы по авиации. На 2-м Всероссийском авиационном съезде в июне 1918 года был избран членом Всероссийского совета воздушного флота. С июня 1918 года — военный комиссар Управления воздушного флота Московского Военного Округа, представитель Главвоздухфлота на Украине. С сентября 1918 года - начальник управления авиации и воздухоплавания штаба Северного фронта, с июня 1919 года - Западного фронта, с апреля 1920 года - Туркестанского фронта. За Бухарскую наступательную операцию, как начальник воздушного флота Туркестанского фронта, был награждён Орденом Красного Знамени (Приказ РВСР № 260, 1925 г.). С октября 1920 года - начальник воздушного флота Южного фронта. С февраля 1921 года - начальник и военный комиссар управления воздушного флота Вооружённых сил Украины и Крыма. С сентября 1922 года - начальник и военный комиссар управления воздушного флота Украинского Военного Округа.

## Укрвоздухпуть
21 февраля 1923 года начальник Воздушного Флота Украинского Военного Округа Василий Юнгмейстер и начальник транспортного отдела Уполномоченного Наркомата внешней торговли при Совете Народных Комиссаров УССР Николай Львович Стамо написали письмо в СНК УССР с предложением создать украинскую организацию, которая бы занималась авиаперевозками. Реакция была положительная, и ряд ведомств получил распоряжения заняться проработкой такого проекта. В результате весной 1923 года было образовано акционерное общество «Укрвоздухпуть» с контрольным пакетом акций у государства. 11 апреля 1923 года состоялось учредительное собрание общества. Было избрано правление из трех человек. Его возглавил председатель ВСНХ УССР и с осени 1923 года Председатель правления Промышленного банка СССР Владимир Николаевич Ксандров. Стамо стал коммерческим, а Юнгмейстер - техническим директором общества.
Тем временем в Москве, за три дня, с 14 по 17 марта 1923 года было организовано (провозгласив себя учреждённым и избрав своё Оргбюро) российское акционерное общество «Добролёт». Начало ему было положено организацией Общества друзей воздушного флота (ОДВФ), которое 4 марта 1923 года поддержал председатель Реввоенсовета СССР Л. Д. Троцкий. Не имея информации о том, что с конца февраля происходило в Харькове, «правление «Добролета» пыталось вести переговоры с украинскими коллегами об объединении, но это не принесло результата». В Баку, через который (а также через Москву и Харьков) с 1922 года проходила воздушная трасса Швеция-Персия компании Junkers Luftverkehr Russland, был организован филиал компании Добролёт - Аздобролёт, начавший полёты из Баку в Тифлис 8 августа 1923 года, затем присоединённый к организованной в Тифлисе авиакомпании Закавказской СФСР Закавиа. Как в Junkers Luftverkehr Russland и в Добролёте, в Закавиа полёты выполнялись на трёх самолётах Юнкерс Ю-13. Такому выбору способствовали два фактора: успешный опыт эксплуатации этого самолёта летом 1922 года совместной авиакомпанией Авиакультура на линии Москва-Нижний Новгород в дни работы Нижегородской ярмарки и подписание 26 ноября 1922 года компанией Хуго Юнкерса концессионного соглашения с правительством СССР, как на производство самолётов, так и на организацию воздушного сообщения, что сулило высокую надёжность технической поддержки при эксплуатации. Однако руководство АО Укрвоздухпуть (Ксандров, Стамо и Юнгмейстер), помня о жёсткой критике экономики своего проекта, которая едва не привела к его концу в самом начале, проанализировало экономические показатели Юнкерс Ю-13 и пришло к выводу, что следует искать менее дорогой в приобретении и более дешёвый в эксплуатации самолёт. Стоимость покупки Юнкерс Ю-13 составляла 15000 долларов, для её снижения решили пригласить Junkers в акционеры УВП и переговоры шли успешно. В эксплуатации самолёт на 4 пассажирских места требовал экипаж из двух человек - лётчика и бортмеханика, что делало её более надёжной, но и более дорогой. Поэтому, после вмешательства конкурентов Junkers в лице самого секретаря Внешторга в Берлине доктора Наглера, который ни в коем случае не рекомендовал покупать у Юнкерса, и заодно предложил другое решение, переговоры прекратили.
Предложение Наглера, полученное УВП 18 мая 1923 года, исходило от Клода Дорнье - это был самолёт Комета II (Komet II). Он также был цельнометаллическим, стоил на 3000 долларов дешевле и, при том же числе пассажиров, его экипаж мог состоять из одного лётчика. В Берлин отправилась делегация УВП во главе с Ксандровым, которая имела полномочия сделать окончательный выбор на месте. 2 июня в торгпредстве состоялось совещание с участием представителей АО «Укрвоздухпуть», Наглера и других экспертов, на котором решили отказаться от закупки F-13 в пользу самолётов Дорнье. Через четыре дня между берлинской фирмой Stinnes AG, имевшей исключительные права на продажу самолётов Дорнье, и правлением УВП был подписан договор о поставке первых шести «Комет» в Советский Союз. Договорились, что первые две машины будут с двигателями BMW-IIIa (185 л. с.), последующие - с Rolls-Royce Falcon III (260 л. с.). По договору, после оплаты аванса, первые самолёты следовало ожидать 20 июня, а последний должен был прибыть в Москву не позднее 10 августа 1923 года, что позволяло надеяться на открытие воздушных сообщений уже в 1923 году. Но первый самолёт с заводским бортовым номером RR16 прилетел в Москву 4 июля, второй, с номером RR15 - 24 июля. Для приёмочных испытаний был выбран Ходынский аэродром, проводил их опытный военный лётчик Пётр Христофорович Межерауп. Испытания шли тяжело, к машинам набралось множество замечаний - от невыполнения заявленных характеристик до недостаточной прочности шасси. В итоге Клод Дорнье прислал в Москву своих специалистов с лётчиком Георгом Цинсмайером (Georg Zinsmaier), прибывших на Ходынский аэродром 7 августа. За три дня, в присутствии комиссии Главвоздухфлота, Цинсмайер выполнил шесть успешных полетов, показав лучшие качества «Кометы». 11 августа представитель Дорнье в Москве доктор Вейс, основываясь на полученных результатах, писал Юнгмейстеру: «я утверждаю, что «Комета» не только удовлетворяет требованиям договора, но и значительно превосходит их в некоторых пунктах», а недобор по скорости и потолку произошел из-за плохой погоды и «случайного перегруза» самолета - на борту находился лишний пассажир. Но правление УВП, рассмотрев эти результаты, сочло, что «особого значения придавать этим испытаниям, конечно, не следует» и нужно добиваться снижения цен за самолеты, т.к. они «не дали полностью обусловленных договором тех. данных». На самом деле первые две машины представляли собой не тип Комета II, зафиксированный в договоре, а тип Комета I, ранее предназначенные для Deutsche Aero-Lloyd, потому требованиям не могли соответствовать - поэтому в итоге компания Дорнье пошла на уступки в отношении их цены. Весной 1924 года, установкой в мастерских Укрвоздухпуть двигателей Rolls-Royce Falcon III вместо BMW-IIIa, характеристики этих самолётов были доведены до уровня типа Комета II.
Проблем хватало и без этого. Чтобы приступить к пассажирским перевозкам, нужно было привести в порядок всю инфраструктуру воздушных линий и получить положительное заключение Совета по гражданской авиации при Главвоздухфлоте. Из 4-х намеченных маршрутов удалось утвердить лишь один - Харьков-Одесса, и только к концу августа добиться разрешения открыть движение на нем. Требовалось финансирование для расширения совершенно недостаточных производственных мощностей по обслуживанию самолетов. Опыт испытаний на Ходынском аэродроме показал, что для успешного начала эксплуатации очень дорогих импортных пассажирских самолетов требуются уже знакомые с этой техникой немецкие механики и лётчики. Лишь к концу осени в Харьков из Германии прибыли два пилота: Эгон Фат (Egon Fath), Вальтер Нойн (Walter Neun) и два бортмеханика: П. Лукас (Lukas), И. Ягельский. В немецких источниках также сказано о прибытии на работу в Харьков уже упомянутого Георга Цинсмайера. С намерениями начать навигацию в 1923 году пришлось попрощаться ещё летом: с 3 июля по 21 августа продолжалась забастовка английских докеров, при этом двигатели Rolls-Royce Falcon III, предназначенные для установки заводом Дорнье на оставшиеся Кометы, лежали в британском порту. Тем временем, прошедшие испытания RR15 и RR16 5 сентября получили советские регистрационные номера RR-UAA и RR-UAB и 6 сентября RR-UAA прибыл в Харьков. Его прилет был отмечен большим торжественным митингом, после которого Цинсмайер продемонстрировал в воздухе возможности машины. Позже Юнгмейстер написал в Берлин Наглеру: ««Комета» здесь ... очень понравилась. Цинсмайер на торжестве совершал прямо чудеса и мы окончательно убедились, что это был безусловно правильный шаг - покупка у Дорнье: аппарат безусловно превосходный, конечно, все что можно в смысле понижения стоимости (даже развивая демагогию) надо делать». 10 сентября 1923 года Дорнье передал из Фридрихсхафена в Берлин, а затем оттуда через Кёнигсберг в Москву, капитально отремонтированный прототип Кометы II, где с самого начала стоял Rolls-Royce Falcon III (забастовка докеров на его поставку не повлияла) с промежуточной регистрацией RR17. 26 сентября при перелете RR-UAB из Москвы в Харьков из-за отказа двигателя произошла авария, и лишь мастерство Цинсмайера позволило избежать больших повреждений самолёта при его вынужденной посадке. При разборке мотора выявилось, что он выработал свой ресурс, составлявший 200 часов, в то время, как Дорнье заявляла лишь о 6 часах эксплуатации - это стало последним аргументом для снижения цены контракта - и представлявшая Дорнье в СССР Stinnes AG согласилась снизить общую сумму контракта на 4000 долларов с исходной 78000 долларов. К началу октября в Москву на приёмку прибыли ещё три совсем новых Кометы II - RR18, RR19 и RR20. Испытания шли до середины октября, прошли успешно, все четыре машины были приняты «безоговорочно» и им присвоили советскую регистрацию: RR-UAC, RR-UAD, RR-UAE и RR-UAF. 13 октября в Харькове состоялось общее собрание акционеров УВП, где подвели предварительные итоги и избрали высший руководящий орган Общества - Совет, который возглавил председатель СНК УССР В. Я. Чубарь, а командующий войсками Украины и Крыма М. В. Фрунзе стал его заместителем. СНК УССР субсидировал Укрвоздухпуть в 1923 году на 50000 золотых рублей и еще на 300000 золотых рублей субсидий было запланировано на последующие три года. 18 ноября, в честь прибытия всех самолётов в Харьков, прошёл большой торжественный митинг, где выступил М. В. Фрунзе, затем состоялись показательные полеты и «воздушное катание» желающих. О начале навигации тогда, когда её, согласно возможностям того времени, следовало заканчивать, речи быть не могло.
Зиму и начало весны шла подготовка к началу полётов. Для самолётов был построен большой железобетонный ангар и помещения мастерских, где в январе 1924 года был организован технический отдел. Тем временем, к весне 1924 года Добролёт провел целый комплекс работ по организации гидроавиалиний Евпатория-Севастополь и Севастополь-Ялта вплоть до закупки нескольких Юнкерс Ю-13 на поплавках. Однако проделал он это без согласования с АО Укрвоздухпуть, за которым признавалось приоритетное право на деятельность в регионе Украины и Крыма. 8 марта 1924 года в Харьков приехал начальник службы эксплуатации Добролёта Андрей Владимирович Глоба, который попытался уговорить правление «родственной организации» разрешить проблему мирно. Но Юнгмейстер и Стамо заняли жесткую позицию и не шли ни на какие увещевания московского гостя. Они доказывали, что «управлять этими линиями менее удобно из Москвы, нежели из Харькова», и требовали обязательной их передачи со всем имуществом в обмен на акции УВП. После дебатов Глеба внес последнее предложение, настаивая на его включении в итоговый документ: «Общество Укрвоздухпуть и Добролёт организуют для совместной эксплоатации крымские линии. Форма же соглашения будет определена правлениями Обществ». Юнгмейстер и Стамо были непоколебимы, и резюмирующая запись гласила: «Правление считает единственно желательной формой совместной работы форму, предложенную Укрвоздухпутем». Благодаря нажиму из Москвы, которому УВП сопротивлялся с помощью правительства Крыма, крымские линии Добролёта в 1924 году всё же заработали, но коммерческий результат оказался плачевным: «С 25 июня по 19 сентября 1924 года в Крыму работали две линии Добролёта: Севастополь-Ялта и Севастополь-Евпатория. Здесь применялся поплавковый RR-DAE Промбанк. Кроме линейных рейсов также выполнялись увеселительные полёты. Однако результаты были более чем скромные - число линейных пассажиров составило всего 28.» В начале мая 1924 года произошло ещё одно событие, связанное с Добролётом. «Пика славы «Добролёт» и председатель его правления А. М. Краснощёков достигли 15 июля 1923 года, в день открытия регулярной внутренней линии Москва-Нижний Новгород». А 19 сентября 1923 года А. М. Краснощёков был арестован по обвинению в злоупотреблениях, и, вскоре после этого, Ксандров вместо него был избран председателем правления Промбанка, так совместив две руководящих должности - в Харькове и в Москве. 9 и 10 мая прошло заседание правления УВП, на котором были приняты два важных решения. В связи с окончательным переходом В. Н. Ксандрова на работу в Москву, обязанности председателя правления и директора-распорядителя передали В. Н. Макогону. Немного позже, уже в Москве, вместо приговорённого 9 марта 1924 года к тюремному заключению А. М. Краснощёкова, В. Н. Ксандрова избрали председателем правления общества Добролёт. Также правление УВП приняло решение об открытии движения на линиях Харьков-Одесса и Харьков-Киев с 25 мая 1924 года.
25 мая 1924 года были начаты перевозки на первых двух пассажирских линиях. В этот день лётчик Вальтер Нойн на RR-UAF выполнил рейс из Харькова в Одессу с посадкой в Елисаветграде, а его соотечественник Эгон Фат на RR-UAD – в Киев с посадкой в Полтаве. Несмотря на крайне сложное в коммерческом плане начало, навигация, завершившаяся 1 октября, прошла вполне успешно. За 4 месяца удалось выполнить 62 рейса на линии Харьков-Киев и 31 рейс на линии Харьков-Одесса, совершить ряд специальных полетов, в том числе в Симферополь и Москву, перевезти 280 пассажиров (ещё 480 в круговых полетах), 137 кг почты и 519 кг других грузов, общий налет превысил 548 ч, было преодолено 59595 км, регулярность полетов составила 98,5%. Случались и вынужденные посадки, которые в то время таили дополнительные сложности, в связи с чем в июле 1924 года правление УВП обратилось в ГПУ УССР с просьбой разрешить приобрести для своих летчиков два револьвера с патронами, так как при вынужденных посадках «в местах малонаселенных или неблагополучных по бандитизму ... возрастает опасность ограбления пассажиров и почты перевозимых самолетами». После окончания навигации в октябре-ноябре в Укрвоздухпуть были приняты первые советские летчики: Иван Фролович Бывалов, Дмитрий Иванович Затыкин, Илья Александрович Галиченко и Иван Адольфович Буоб. На Эгона Фата и Вальтера Нойна была возложена обязанность пилотов-инструкторов для обучения вновь прибывших Осенью правлению удалось добиться разрешения на закупку партии новых пассажирских самолётов Дорнье - Комета-III. Для заключения этой сделки в конце октября в Германию отправились В. Н. Макогон и М. Ф. Климиксеев, которым вскоре удалось договориться о поставке в 1925 году семи машин этого типа. Также осенью 1924 года, для создания конкуренции Junkers Luftverkehr Russland на его линии из Швеции в Персию, с целью последующего её вытеснения, было получено разрешение Главвоздухфлота на открытие новых линий Харьков - Москва и Харьков - Ростов-на-Дону, имея в виду дальнейшее продление последней на Кавказ. С сентября 1924 года Юнгмейстер в резерве при Управлении РККА. В октябре 1924 года освобождён от службы в РККА с оставлением в её списках.
В 1925 году Укрвоздухпуть, не планируя такого заранее, поглотил авиакомпанию Закавиа. Эта авиакомпания из Тифлиса, ранее приказным путём поглотившая Аздобролёт из Баку, с переменной регулярностью эксплуатировала открытую им линию Тифлис-Баку, планируя в дальнейшем расширить свою маршрутную сеть на Батум и Сухум. Её флот состоял из трёх Юнкерс Ю-13, собранных отовсюду: RR-ASA достался от Аздобролёта, RR-ECA ранее Аздобролётом был арендован у Junkers Luftverkehr Russland, а RR-DAR был куплен у Добролёта. 22 марта 1925 года произошла катастрофа RR-ECA, следовавшего из Тифлиса в Сухум, в которой погибли заместитель председателя Совнаркома ЗСФСР А. Ф. Мясников, председатель Закавказского ГПУ С. Г. Могилевский и нарком почт и телеграфа Закавказья Г. А. Атарбеков. Её причиной стал пожар, возникший, вероятно, из-за курения в салоне, где также находились охотничьи боеприпасы. Авиакомпания была расформирована, два Юнкерса передали в ВВС РККА, а имущество и маршруты передали в Укрвоздухпуть. С учётом открытия линии в Ростов-на-Дону и планов её продления на Кавказ, решение было вполне закономерным.
Полёты УВП по маршруту Харьков-Киев в 1925 году начались 15 апреля. А на новые линии должны были встать новые самолёты. Но из-за задержек с оплатой первые четыре Кометы-III (бортовые номера RR-UAG, RR-UAH. RR-UAI, RR-UAK) поступили в июне, а следующие три (бортовые номера RR-UAL, RR-UAM, RR-UAN) – в июле-августе. Задержка отразилась и на сроках открытия движения. Регулярные полеты в Москву и Одессу стали выполняться только с середины июня, а в Ростов-на-Дону – с начала июля, так как эта линия дополнительно потребовала значительных организационных мероприятий. Всего в навигацию 1925 года было 4 маршрута: Харьков-Полтава-Киев, Харьков-Полтава-Екатеринослав-Одесса, Харьков-Курск-Орёл-Москва и Харьков-Артёмовск-Ростов-на-Дону. Однако подведения итогов этой навигации после её окончания 1 октября, которая стала успешной (как и предыдущая) только благодаря дотациям СНК УССР и ОАВУК, Василий Юнгмейстер уже не застал.

## Китай и возвращение в Укрвоздухпуть
В Китае, после расстрела в Шанхае студентов 30 мая 1925 года, началась революция, возглавленная Гоминьданом при поддержке КПК. Военные силы Гоминьдана, преобразованные в 1925 году в Народно-революционную армию, в числе прочей техники получили из СССР более 20 самолётов, большую часть которых составили Р-1. Вместе с машинами прибыли летчики и техники, затем принявшие активное участие в боевых действиях. В октябре 1925 года Юнгмейстер уже находился в Китае в качестве военного советника. К осени 1926 года он из этой командировки вернулся и вновь стал техническим директором и заместителем председателя правления АО Укрвоздухпуть. Тем временем 21 сентября 1926 года Добролёт объявил себя всесоюзной авиакомпанией, да и в самой компании Укрвоздухпуть произошли значительные перемены: не только дальнейшее расширение её маршрутной сети, но при этом технический отдел при мастерских Укрвоздухпуть превратился в конструкторское бюро, а разросшиеся мастерские 17 сентября 1926 года были преобразованы в Харьковский авиационный завод им. Совнаркома УССР - приказ № 56 об этом подписал заместитель Председателя правления УВП В. Ю. Юнгмейстер. Первым директором завода и его главным конструктором стал Константин Алексеевич Калинин. 14 декабря 1926 года уже Председатель правления АО Укрвоздухпуть В. Ю. Юнгмейстер в письме №135/с, направленном Главному инспектору ГВФ по поводу самолёта Аэробус Колпакова-Мирошниченко и Успасского, отметил, что Укрвоздухпуть предполагает «базироваться исключительно на самолёты своего завода». Здесь был разработан и 12 мая 1927 года совершил первый полёт цельнометаллический К-2, рассчитанный на 4 пассажирских места. Так как конкурировать с Кометой-III на 6 мест и уже появившимся во флоте компании Дорнье-Меркур на 8 мест он не мог, как и две Кометы-II (RR-UAC и RR-UAF), его приспособили для аэрофотосъёмки. 30 октября 1927 года взлетел первый в СССР специализированный санитарный самолёт К. А. Калинина, разработанный на основе К-2 - К-3, также построенный в одном экземпляре. Совмещение обслуживания и развития разросшегося парка авиакомпании с разработкой и постройкой новых самолётов неизбежно вызывало противоречия, в связи с чем между правлением Укрвоздухпуть и К. А. Калининым стали регулярно возникать трения, переходящие во взаимную вражду. В июле 1927 года на Харьковском авиационном заводе появилась комиссия РКИ. Юнгмейстер, сперва поддержав Калинина и поверив в молодого конструктора, однако ознакомившись с результатами его работы в виде К-2 и К-3, понял, что для обновления флота авиакомпании они не годятся и настаивал на приобретении для этой цели Дорнье-Меркур, превосходящих по всем показателям самолёты Калинина. В ответ была развёрнута шумная компания с привлечением газет, где всячески подчёркивалась партийность Калинина (это при том, что Юнгмейстер состоял в партии с 1904 года) и «косность бюрократов». В итоге, по результатам работы комиссии РКИ, Председатель правления АО Укрвоздухпуть В. Ю. Юнгмейстер и директор Харьковского авиационного завода Л. М. Мандрыко 5 октября 1927 года решением ЦК КП(б)У были освобождены от занимаемых должностей. Председателем правления Укрвоздухпуть был назначен Иван Иванович Касьяненко, ставший последним председателем правления общества.

## Трансавиация Аэрогеодезия Аэрофлот
Изменение отношения властей к Юнгмейстеру, вероятно, вызвали серьёзные проблемы, выявившиеся при эксплуатации первого серийного самолёта Калинина К-4: «На линиях Укрвоздухпуть самолёт работал недолго. На это повлияли две катастрофы. Первая их них - 25 июня 1929 года. После взлёта из Сухума у самолёта с бортовым номером СССР-219 отказал двигатель - самолёт упал в море, при этом погибли два пассажира. 24 августа 1929 года произошла катастрофа самолёта CCCP-217, выполнявшего рейс Харьков - Сочи - Тифлис. Вскоре после взлёта из Сочи он пошёл на снижение и приводнился в 200 метров от берега. Хотя деревянные крылья держали самолёт на плаву, приплывшее с берега спасатели (точнее горе-спасатели) взобрались отдохнуть на крыло и в результате утопили самолёт вместе с одним из пассажиров. Им оказался Я. Ф. Фабрициус - один из виднейших военачальников того времени. Этот факт повлиял на дальнейшее расследование. Хотя главная вина в случившимся лежала на пилоте (он оставил стабилизатор в посадочном состоянии), комиссия обнаружила на оставшихся машинах много производственных дефектов. Она обратила внимание на то, что за короткий строк - с 23 мая до 24 августа 1929 года, с К-4 Укрвоздухпуть произошло 14 аварий. В результате самолёт с линий сняли. ... К-4 эксплуатировались также на казахстанских и среднеазиатских трассах Добролёта. ... Первоначально авиалайнеры Калинина должны были заменить Junkers F13. Однако этого не получилось. В жарком климате деревянные части конструкции К-4, особенно крылья, деформировались, что требовало частых ремонтов. Поэтому дешёвые украинские самолёты превзошли по эксплуатационным затратам дорогие немецкие». В 1932 году Юнгмейстер был назначен начальником Всесоюзного объединения «Трансавиация», осуществлявшего управление воздушными линиями СССР. В 1933 году он стал начальником Всесоюзного треста аэросъёмочных работ «Аэрогеодезия». С июля 1935 года - он начальник аэромеханического факультета МВТУ им. Н. Э. Баумана. Учился в Ленинградском институте ГВФ. В июле 1936 года он был возвращён в кадры РККА и назначен начальником Московского территориального управления Гражданского Воздушного Флота (МТУ ГВФ). 26 ноября 1936 года (приказ НКО СССР № 1916) было присвоено воинское звание комбриг.
В 1937 году был уволен в запас. Арестован 4 октября 1937 года. 9 февраля 1938 года ВК ВС СССР приговорён к расстрелу. 10 февраля приговор приведён в исполнение. Захоронен в общей могиле в Коммунарке. Реабилитирован 28 апреля 1956 года ВК ВС СССР за отсутствием состава преступления.